# Ala-ud-din Mujahid Shah
Ala-ud-din (1356-1378) fut le troisième sultan de Bahmanî sur lequel il régna de 1375 à 1378. Il fut assassiné à l'âge de 22 ans par Masud Khan et Daud Khan.

## Sources
- http://www.indhistory.com/bahamani-dynasty.html